# Reginaldo Migliorança

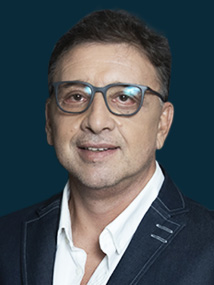
Reginaldo Migliorança

Reginaldo Migliorança, nacido en 1962, es un dentista de la ciudad de Campinas, São Paulo, Brasil .
Migliorança fue pionero en la creación de la técnica extrasinusal (o técnica quirúrgica extramaxilar o técnica de implantes cigomáticos exteriorizados ) para la colocación de implantes cigomáticos en el maxilar, como alternativa a la técnica intrasinusal, introducida por Per Ingvar Brånemark en 1998. La técnica extrasinusal fue descrita por primera vez por Migliorança en una publicación en enero de 2006. En 2007 se publicó un artículo informando del seguimiento de 75 de sus pacientes tratados con la técnica en su clínica entre 2003 y 2006.
La técnica original de Migliorança de 2003 fue implementada posteriormente por otros cirujanos en muchos otros países, como Polonia, Italia, España, Israel, China, India, Portugal y Estados Unidos.